# Russange
Russange – miejscowość i gmina we Francji, w regionie Grand Est, w departamencie Mozela.
Według danych na rok 1990 gminę zamieszkiwało 1 026 osób, a gęstość zaludnienia wynosiła 297 osób/km² (wśród 2335 gmin Lotaryngii Russange plasuje się na 364. miejscu pod względem liczby ludności, natomiast pod względem powierzchni na miejscu 1140.).